# Уиллси, Брайан
Брайан Уиллси (англ. Brian Willsie; род. 16 марта 1978, Лондон, Онтарио) — канадский хоккеист, нападающий. В середине июля 2015 года завершил профессиональную карьеру игрока. На данный момент работает в тренерском штабе клуба НХЛ «Колорадо Эвеланш».

## Игровая карьера
Брайан Уиллси начинал играть в Хоккейной лиге Онтарио. На драфте НХЛ 1996 был выбран в 6-м раунде под общим 146-м номером клубом «Колорадо Эвеланш». С 1998 по 2003 год выступал в системе клуба «Колорадо Эвеланш». 9 января 2000 года дебютировал в НХЛ.
В октябре 2003 года перешёл в «Вашингтон Кэпиталз». Во время локаута НХЛ 2004/05 играл за словенскую «Олимпию». С 2006 по 2008 год играл за «Лос-Анджелес Кингз». В июле 2008 года подписал контракт с «Колорадо Эвеланш».
С 2010 по 2012 год играл в АХЛ за клубы «Херши Беарс» и «Гамильтон Булдогс». В сезоне 2012/13 играл в финском клубе ТПС, позже провёл 11 матчей в чемпионате Швейцарии за клуб «Клотен Флайерз».
Летом 2013 года перешёл в «Медвешчак», выступающий в КХЛ. За хорватский клуб провёл 13 матчей и набрал 5(2+3) очков, после чего вернулся в ТПС. Клуб сообщил, что будет поддерживать связь с Уиллси, который может вернуться в «Медвешчак» по окончании сезона.

## Достижения
- Победитель Хоккейной лиги Онтарио (OHL) - 1998